# Stałe Przedstawicielstwo Rzeczypospolitej Polskiej przy Biurze Narodów Zjednoczonych w Genewie
Stałe Przedstawicielstwo Rzeczypospolitej Polskiej przy Biurze Narodów Zjednoczonych w Genewie (ang. Permanent Mission of the Republic of Poland to the United Nations Office in Geneva) – polska misja dyplomatyczna przy jednym z dwóch w Europie Biur Narodów Zjednoczonych.
Stały Przedstawiciel Rzeczypospolitej Polskiej przy Biurze Narodów Zjednoczonych w Genewie akredytowany jest również przy innych organizacjach międzynarodowych z siedzibą w Genewie.

## Akredytacje

### Przyorganizacjach wyspecjalizowanych ONZ
- Europejskiej Komisji Gospodarczej,
- Konferencji Narodów Zjednoczonych ds. Handlu i Rozwoju,
- Światowej Organizacji Meteorologicznej,
- Światowej Organizacji Własności Intelektualnej,
- Międzynarodowym Związku Telekomunikacyjnym,
- Powszechnym Związku Pocztowym,
- Wysokim Komisarzu Narodów Zjednoczonych ds. Uchodźców,
- Komisji Prawa Międzynarodowego,
- Biurze NZ ds. Ograniczania Ryzyka Klęsk żywiołowych,
- Światowej Organizacji Zdrowia,
- Wspólnym Programie ONZ ds. HIV/AIDS,

### Przy organizacjach związanych z ONZ
- Międzynarodowej Organizacji ds. Migracji,

### Innych organizacjach
- Unii Międzyparlamentarnej,
- Europejskiej Organizacji Badań Jądrowych,
- Międzynarodowym Komitecie Czerwonego Krzyża,
- Globalnym Funduszu Walki z AIDS, Gruźlicą i Malaria,
- Światowej Organizacji Handlu.